# Le Signe du Lion
Pour plus de détails, voir Fiche technique et Distribution.
Le Signe du Lion est un film français réalisé par Éric Rohmer en 1959, mais sorti seulement en 1962. Dialogué par Paul Gégauff, c'est le premier long métrage d'Éric Rohmer.
Le film suit Pierre Wesserlin, musicien américain, qui mène une joyeuse vie de bohème à Paris et dépense sans compter, en attente d'un héritage. Il accumule ainsi les dettes jusqu'à ce qu'il apprenne qu'il n'est pas héritier. Ses créanciers lui coupent alors les vivres et ceux qui se prétendaient ses amis le quittent. En plein mois d'août, sous un soleil brûlant, il se retrouve seul et démuni dans la capitale désertée et ne cherche plus qu'à survivre, mais refuse de travailler. Devenu clochard, il touche le fond, mais son signe zodiacal le protège.

## Synopsis
Paris, au début de l'été. Pierre Wesselrin, quarante ans, compositeur sans succès qui a toujours vécu au jour le jour, en véritable bohème, profitant de la bienveillance de ses amis du milieu artistique et intellectuel de Saint-Germain-des-Prés, apprend la mort de sa richissime tante qui lui laisse une énorme fortune qu'il ne partagera qu'avec son cousin Christian.
En attendant de toucher l'héritage, il n'a pas à se préoccuper de la mise en vente de la maison qu'il habite et peut fêter sa fortune inattendue avec des amis, aux frais du plus généreux de ses amis, Jean-François, journaliste à Paris Match, toujours indulgent à son égard et désormais rassuré sur la confiance qu'il lui a toujours accordée.
Mais, après quelques semaines passées à l'étranger pour affaires, Jean-François revient en ville à la veille de la fête du 14 juillet et découvre que Pierre n'a pas reçu l'héritage prévu, sa tante l'ayant déshérité au profit de son cousin, et qu'il est introuvable. Mais il n'a même pas le temps d'essayer de retrouver son ami que le journal l'envoie immédiatement faire un autre reportage.
Pierre, sans domicile fixe, passe d'hôtel en hôtel, essayant toujours de partir sans payer, mais il est contraint d'abandonner peu à peu ses quelques biens. En vendant quelques livres, il parvient à obtenir juste assez de monnaie pour acheter de quoi manger les premiers jours, mais bientôt il n'a plus du tout d'argent et ne peut pas compter sur l'aide habituelle de ses connaissances, car elles ont toutes abandonné la ville sous la canicule pour se réfugier dans la fraîcheur de la campagne. Même dans un tel état de besoin, il n'est pas en mesure de se soigner sans profiter des autres. La faim le réduit à voler un paquet de biscuits sur un marché, mais il est vite découvert et battu par le vendeur, et il est trop inexpérimenté pour commettre un plus grave larcin.
Seul, sale, avec une chaussure qui bâille, il erre sans but dans une ville de plus en plus déserte qui semble indifférente, voire hostile, à son sort, jusqu'à ce que, en quelques semaines, il soit réduit à un état de dégradation complète. Comme toujours, même dans ces conditions, il finit par profiter d'une aide extérieure, en l'occurrence un clochard expérimenté, qui lui apprend à survivre en menant cette vie.
Le 22 août, Jean-François rentre enfin à Paris et apprend que Pierre s'est retrouvé à la rue. Le journaliste suit sa piste, d'hôtel en hôtel, sans le retrouver, mais il tombe sur une lettre du notaire informant Pierre que son cousin Christian est mort dans un accident et qu'il a donc, cette fois, vraiment hérité.
L'histoire du clochard ignorant qu'il est milliardaire se retrouve dans le journal, mais l'intéressé ignore toujours son incroyable coup de chance. Un soir, Pierre suit à contrecœur son ami clochard, bien décidé à gagner un peu d'argent en chantant devant les bars de Saint-Germain-des-Prés. Il craint d'être reconnu, mais lorsqu'il emprunte son violon à un saltimbanque et évoque l'une de ses sonates, en souvenir de son passé récent, la musique attire l'attention de Jean-François lui-même, assis à proximité, qui le rattrape et lui annonce la nouvelle exceptionnelle qui va à nouveau bouleverser sa vie.

## Fiche technique
- Titre : Le Signe du Lion
- Réalisation et scénario : Éric Rohmer, assisté de Philippe Collin
- Dialogues : Paul Gégauff, Éric Rohmer
- Photographie : Nicolas Hayer ; Pierre Lhomme (cadreur)
- Son : Jean Labussière
- Montage : Anne-Marie Cotret, Marie-Josèphe Yoyotte, Monique Gaillard, Monique Tesseire[1]
- Musique : Louis Saguer, Musique pour un… , interprétée par Gérard Jarry
- Production : Claude Chabrol
- Société de production : Ajym Films
- Pays de production :  France
- Langue originale : français, italien, anglais
- Format : Noir et blanc - 35 mm  - 1,66:1 - Mono
- Durée : 103 minutes
- Genre : Comédie dramatique
- Date de sortie : France : 2 mai 1962

## Distribution
- Jess Hahn : Pierre Wesserlin dit « Le Baron »
- Michèle Girardon : Dominique Laurent
- Sophie Perrault : Chris
- Christian Alers : Philippe Chasseme
- Stéphane Audran : la patronne de l'hôtel
- Françoise Prévost : Hélène
- Véra Valmont : la blonde de Nanterre
- Jill Olivier : Cathy, la petite amie de Pierre
- Malka Ribowska : la jeune femme aux deux enfants
- Macha Méril : la blonde du 14 juillet
- Van Doude : Jean-François Santeuil
- Jean Le Poulain : Toto
- Paul Crauchet : Frédéric Morver dit « Fred »
- Paul Bisciglia : Willy
- Gilbert Edard : Michel, un photographe
- Jean-Luc Godard : l'homme à l'électrophone
- Marie Dubois : une jeune femme dans un bar
- José Varela
- Jean-Marie Arnoux
- Daniel Crohem
- Fereydoun Hoveyda
- Enrico Fulchignoni
- Uta Taeger
- Jean Domarchi
- Albert Augier : voix

## Production
Le réalisateur débute avec un cinéma modeste, parallèle, amateur, fruit de ses choix conscients. Il est tourné en intérieurs et extérieurs naturels en été 1959, entre Les Quatre Cents Coups de Truffaut et À bout de souffle (1960) de Godard. Il est produit par Claude Chabrol. Réalisé en sept semaines, il a coûté 35 millions de francs, bien plus que ce que Rohmer dépensera pour ses films suivants. Rohmer et Jean-Luc Godard avaient promis d'échanger les acteurs principaux sur le plateau, mais le fait que les tournages ne se déroulent finalement pas en même temps a fait capoter le projet
Le film est tourné dans un format plus large de 1,66:1, contrairement au format 1,37:1 de presque tous les autres films de Rohmer, et comporte une partition musicale intermittente, ce qui est rare dans son œuvre. Bien qu'il écrive habituellement ses films, il n'est ici crédité que de l'histoire et les dialogues, souvent gouailleurs, sont de Paul Gégauff. Contrairement à presque toute son œuvre, l'intrigue tourne autour de trois hommes, les femmes étant reléguées au rang de personnages secondaires. Une caractéristique de la Nouvelle Vague était d'inclure des caméos pour ses collègues réalisateurs et ses acteurs préférés, et par conséquent ce film met en vedette Jean-Luc Godard, Stéphane Audran, Marie Dubois et Macha Méril. Godard en particulier incarne un mélomane qui au début du film, lors de la fête en l'honneur de l'héritage que le protagoniste croit avoir obtenu, procède au positionnement du bras du tourne-disque pour faire jouer en boucle le même morceau de musique. Il porte des lunettes noires alors que la scène se déroule de nuit.
Le film ne sortira au cinéma que trois ans plus tard, dans une version raccourcie.

### Titre
Le titre fait référence au signe zodiacal du Lion. Le protagoniste, qui a toujours compté sur la chance, appartient à ce signe et l'appelle « le signe le plus noble, le signe des vainqueurs ». L'histoire de sa dégradation progressive se déroule, de manière moqueuse, précisément pendant la période associée à ce signe, entre la fin juillet et la fin août, mais le dénouement optimiste du film semble donner raison à son attitude fataliste.
Le vagabondage de Wesselrin sur la rive gauche où il a vécu avant de sombrer dans la misère est un aperçu privilégié d'une ville déclinée dans ses rues, ses places, ses boulevards et ses bords de Seine, une carte postale en noir et blanc des années 1950.

### Musique
Contrairement aux films ultérieurs de Rohmer où la musique était strictement limitée à la musique de scène, dans ce film elle joue un rôle essentiel et ponctue la marche épuisante du protagoniste dans les rues de Paris : ce qui intéresse le réalisateur, c'est l'association de la musique et du mouvement. Le morceau instrumental Musique pour un..., écrite par Louis Saguer et jouée au violon par Gérard Jarry, est une présence continue qui accompagne l'état d'esprit de Wesselrin.

## Analyse
- Si vous ne connaissez pas le sujet, laissez ce bandeau (vous pouvez alors contacter les auteurs).
- Si vous supprimez le contenu mis en cause (vous pouvez préalablement contacter les auteurs),

argumentez précisément cette suppression dans la page de discussion
(un manque de référence n'est pas un argument ; une recherche réelle de référence doit avoir été effectuée, être formellement documentée).
Premier long métrage d'Éric Rohmer, Le Signe du Lion s'inscrit dans la Nouvelle Vague par sa technique (tournage économique en décors réels), faisant de Paris et de la Seine des acteurs au même titre que le personnage qui y erre et y déchoit. Mais il révèle aussi, selon Jean Douchet, l'originalité de l'approche rohmerienne pétrie de jansénisme. Pierre Wesserlin croit en sa bonne étoile. Il est confronté à des coups du sort (héritage attendu, perdu, retrouvé), soudain isolé dans un Paris estival déserté par ses amis. L'errance, la déchéance physique et morale le réduisent au rang de faire-valoir d'un clochard (Jean Le Poulain).
Or, à aucun moment, il n'envisage un travail physique, fût-il momentané, pour s'extraire de cette mauvaise passe. Tenté cependant par un petit trafic, il se rend en banlieue, fait chou blanc et n'insiste pas. C'est qu'il attend la « grâce», le don du ciel ou d'ailleurs qui seul peut le sortir de la mélasse. On le suit dans son parcours las, traversant sans communiquer des tranches de vie, des dialogues dont il est le témoin muet et impuissant, dans la chaleur d'un Paris où il a perdu ses repères et s'écoule sans plus d'initiative que la Seine.
Et le don arrive : retour des amis, mort « providentielle » du cohéritier rival. Mais cela n'est pour lui que l'ordre naturel des choses : il reprend sa bamboche où il l'avait interrompue par panne d'argent, sans rien avoir appris ni compris de l'épreuve. Le plan final, les galaxies, la constellation du Lion, renvoie à ses délires astrologiques de la séquence fête, au début du récit. Amer bouclage : on n'avance pas, seule la grâce sauve et permet de boucler la boucle.
Le film est avant tout une réflexion amère sur la solidarité humaine, ou plutôt son absence. Cependant l'optimisme finit par l'emporter sur le désespoir et quelques exceptions sauvent un portrait peu flatteur de l'espèce humaine, même si ce sont plutôt les astres et le hasard qui sont salvateurs. Courte apparition de Jean-Luc Godard en Sisyphe du tourne-disques ! Peut-on l'interpréter comme spectateur désabusé de l'absurdité de la condition humaine ?
Le film ne fut pas un succès commercial : sans doute Pierre Wesserlin paraissait-il encore plus antipathique, anti-héros dans la France des « Trente Glorieuses » où trouver un emploi ne posait aucune difficulté. Le spectateur d'alors comprenait d'autant moins que le protagoniste se laisse ainsi aller, du landau où le clochard éblouissant le trimballe comme un paquet de chiffons, jusqu'au caniveau où, rageur, il pleurniche sur « la pierre… les gens… ».
L'effet est d'ailleurs renforcé par le choix pour ce rôle de Jess Hahn, force de la nature, que le public était habitué à voir dans des rôles de bagarreur. Pourtant, on n'imagine pas un autre acteur de l'époque, même dans les grands, pour ce rôle d'un colosse touchant de spontanéité et de générosité, mais aussi extrêmement fragile. D'origine américaine, Jess Hahn est arrivé en France en 1944 avec les Alliés, lors du Débarquement de Normandie, et y est resté. Rohmer est un des rares cinéastes français à lui avoir donné un rôle principal. Il fut souvent cantonné dans des seconds rôles, voire des rôles secondaires. Robert Enrico lui offrira aussi une belle composition dans Les Grandes Gueules.

## Exploitation
Le film n'est pas un succès commercial et pendant les huit années qui suivent, Rohmer se concentre sur les courts métrages et sur son travail au sein de l'influent magazine Cahiers du cinéma.

### Accueil critique
Selon Jacques Siclier dans Télérama, « Rohmer regarde vivre le bohème seul et sans argent dans ce Paris estival. Il montre la déchéance d'un homme qui passe à l'état de clochard, parce que les structures de son univers social lui font soudain défaut. C'est un constat d'entomologiste, remarquable par la précision, le regard froid de l'auteur. On trouve, diffus dans le récit mais évident dans la dernière séquence, ce goût du jeu intellectuel qui a fait de lui le plus littéraire de nos cinéastes ».
Selon Michele Mancini, « Le Signe du Lion prend la forme d'une épopée, et d'une épopée éthique. Plus Jess avance dans sa quête de salut et de secours, plus il traverse, à travers mille embûches (perte de dignité due à la faim, tentation du vol, apparence et attitudes indécentes), un labyrinthe qui, au contraire, mène tout droit à la clochardisation. Seul la fatalité, la funeste maîtrise astrologique des destins souvent invoquée, change le dénouement final, sans toutefois contredire le sens du parcours ».

## Postérité
En 1966, Rainer Werner Fassbinder réalise Le Clochard en hommage au Signe du lion.